# CEIBA Intercontinental
CEIBA Intercontinental – linia lotnicza z siedzibą w Malabo, w Gwinei Równikowej. Znajduje się na czarnej liście linii lotniczych Unii Europejskiej.
Od 11 kwietnia 2008 roku linia została wpisana do wykazu przewoźników lotniczych podlegających zakazowi wykonywania przewozów na terenie Unii Europejskiej.

## Oskarżenie o oszustwo
15 kwietnia 2009 roku francuska agencja prasowa Agence France Presse poinformowała, że dyrektor generalny Mamadou Jaye w lutym opuścił Gwineę Równikową z 3,5 milionami franków CFA w postaci majątku firmowego. Korespondent z Malabo pracujący dla Agence France Presse oraz Radio France Internationale otrzymał tę informację od pracownika linii. Jak później okazało się, uzyskał on tę informację z internetu. Jaye zaprzeczył, że defraudował pieniądze firmowe i złożył pozew przeciwko Rodrigo Angwe za oskarżenia.

## Kierunki lotów
4 października 2012 roku przewoźnik uruchomił swoje pierwsze międzykontynentalne połączenie łącząc Malabo z Madrytem. Lot jest obsługiwany przez Boeing 777-200LR, który oferuje 22 miejsca w pierwszej klasie, 28 w klasie biznesowej oraz 200 miejsc w klasie ekonomicznej. 26 czerwca 2018 roku uruchomiono połączenie do Dakaru z międzylądowaniem w Kotonu.
| Miasto       | Państwo                       | IATA | Port lotniczy                     | Uwagi |
| ------------ | ----------------------------- | ---- | --------------------------------- | ----- |
| Abidżan      | Wybrzeże Kości Słoniowej      | ABJ  | Port lotniczy Abidżan             |       |
| Bata         | Gwinea Równikowa              | BSG  | Port lotniczy Bata                |       |
| Dakar        | Senegal                       | DSS  | Port lotniczy Dakar-Blaise Diagne |       |
| Duala        | Kamerun                       | DLA  | Port lotniczy Douala              |       |
| Kinszasa     | Demokratyczna Republika Konga | FIH  | Port lotniczy Kinszasa            |       |
| Kotonu       | Benin                         | COO  | Port lotniczy Kotonu              |       |
| Lomé         | Togo                          | LFW  | Port lotniczy Lomé                |       |
| Madryt       | Hiszpania                     | MAD  | Port lotniczy Madryt-Barajas      |       |
| Malabo       | Gwinea Równikowa              | SSG  | Port lotniczy Malabo              | hub   |
| Pointe-Noire | Kongo                         | PNR  | Port lotniczy Pointe-Noire        |       |

Aktualne na dzień: 12 października 2018

## Flota
W maju 2007 roku przewoźnik odkupił od linii Air Calédonie jednego ATR 42, a w grudniu tego samego roku zakupił drugi egzemplarz tego modelu od Avions de transport régional. W 2008 roku zwiększono flotę samolotów regionalnych poprzez dokupienie dwóch fabrycznie nowych egzemplarzy  ATR 72, które zostały dostarczone w maju oraz lipcu. W sierpniu 2012 roku przewoźnik zakupił Boeinga 777-200, który od 2015 roku jest obsługiwany przez White Airways. Od czerwca 2013 roku linia jest w posiadaniu Boeinga 767-300. W 2014 roku przewoźnik wzbogacił się o trzy samoloty Boeing 737-800: na początku lutego oraz listopada otrzymał fabrycznie nowe maszyny, w czerwcu tego roku trzeci Boeing obsługiwał loty przez White Airways.
W 2017 roku flota przewoźnika składała się z 9 samolotów których średni wiek wynosił 10,7 lat.
| Typ samolotu     | Zdjęcie | Ilość | Numery rej.            | Uwagi                                  |
| ---------------- | ------- | ----- | ---------------------- | -------------------------------------- |
| ATR 42           |         | 2     | 3C-LLG, 3C-LLH         |                                        |
| ATR 72           |         | 2     | 3C-LLI, 3C-LLM         |                                        |
| Boeing 737-800   |         | 3     | 3C-LLW, 3C-LLY, CS-FAF | CS-FAF obsługiwany przez White Airways |
| Boeing 767-300   |         | 1     | 3C-LLU                 |                                        |
| Boeing 777-200LR |         | 1     | CS-TQX                 | Obsługiwany przez White Airways        |

| Typ samolotu   | Ilość | Numery rej. | Uwagi                                     |
| -------------- | ----- | ----------- | ----------------------------------------- |
| Airbus A300B4  | 1     | TC-MND      | Cargo                                     |
| ATR 42         | 1     | OY-CIR      | Sprzedany Danish Air Transport            |
| Boeing 777-200 | 1     | 3C-MAB      | VIP, przekazany rządowi Gwinei Równikowej |

## Wypadki i incydenty
Poniższa lista obejmuje zdarzenia, które doprowadziły do co najmniej jednej ofiary śmiertelnej lub skutkowała znacznym zagrożeniem bezpieczeństwa.
| Data            | Miejsce zdarzenia    | Numer lotu | Samolot        | Nr rej. | Ofiary | Ocaleni | Skrócony opis zdarzenia                      | Szczegóły |
| --------------- | -------------------- | ---------- | -------------- | ------- | ------ | ------- | -------------------------------------------- | --------- |
| 5 września 2015 | Senegal, Tambacounda | 71         | Boeing 737-800 | 3C-LLY  | 0      | 112     | Zderzenie w powietrzu z ambulansem medycznym | Szczegóły |